# Diplosentis myctophumi
Diplosentis myctophumi is een soort haakworm uit het geslacht Diplosentis. De worm behoort tot de familie Diplosentidae. Diplosentis myctophumi werd in 2001 beschreven door S. Pichelin & T. H. Cribb.